# Isola Blizkij (Mare di Kara)
L'isola Blizkij (in russo Остров Близкий, ostrov Blizkij, in italiano "isola vicina") è un'isola russa che fa parte dell'arcipelago di Severnaja Zemlja ed è bagnata dal mare di Kara.
Amministrativamente fa parte del distretto di Tajmyr del Territorio di Krasnojarsk, nel Distretto Federale Siberiano.

## Geografia
L'isola è situata a circa 400 m dalla costa occidentale dell'isola della Rivoluzione d'Ottobre, nella parte orientale del golfo Uzkij (залив Узкий, zaliv Uzkij) che è compreso tra le penisole Žiloj (полуостров Жилой, poluostrov Žiloj) e Parižskoj Kommuny (полуостров Парижской Коммуны, poluostrov Parižskoj Kommuny).
L'isola è di forma irregolare allungata in direzione est-ovest, lunga 1,75 km e larga 550 m. Non ci sono rilievi importanti, il punto più alto raggiunge appena i 7 m s.l.m.; le coste sono piatte.

## Isole adiacenti
- Isola Pustoj (остров Пустой, ostrov Pustoj), 4,5 km a nord-ovest.
- Isola Zabor (остров Забор, ostrov Zabor), 4,35 km a sud-ovest.
- Isole di Kolosov (oстрова Колосова, ostrova Kolosova), 8,2 km a sud-ovest.